# Бигэр
Бигэр (монг. Бигэр) — сомон аймака Говь-Алтай в юго-западной части Монголии, площадь которого составляет 3 826 км². Численность населения по данным 2009 года составила 2 197 человек.
Центр сомона — посёлок Жаргалант, расположенный в 100 километрах от административного центра аймака — города Алтай и в 950 километрах от столицы страны — Улан-Батора.

## География
На территории сомона располагаются горы Бурхан-Буудай (3765 м), Хух-Сэрх (3155 м) и другие, а также реки Чацарганат, Жаргалант и озеро Бигэр. Рельеф изобилует песчаными дюнами.
Из полезных ископаемых в сомоне встречаются залежи каменного угля и железной руды.

## Климат
Климат резко континентальный. Средняя температура января -21 градусов, июля +24 градусов. Ежегодная норма осадков 225 мм.

## Фауна
На территории Бигэра животный мир представлен архарами, волками, ирбисами, лисами, корсаками, манулами, зайцами.

## Инфраструктура
В сомоне есть школа, больница, центры культуры и торговли.
В десяти километрах от сомона располагаются песчаные дюны Таван элс. В 1981 году на этих дюнах открыт санаторий по лечению почечных заболеваний «Таван эле».